# 杜景云
杜景云（1908年10月—1975年9月14日），男，直隶枣强人，中国政治人物，曾任中共襄阳地委书记、武汉长江大桥工程局党委书记、唐山铁道学院院长等职。

## 生平
1908年生于直隶省枣强县。1925年考入省立保定第二师范。1926年加入中国共产党，在河北省从事革命工作。1948年4月南下，在中原局工作，后被分配到桐柏区党委汉南工委。
1949年4月下旬，任汉南办事处支前司令部政治委员。5月20日，任中共襄阳地委副书记。1950年3月，襄阳行政区专员公署专员高如松调武汉工作，杜景云代理其职务，同年7月正式任职。1个月后调至中共湖北省委工作，历任政策研究室副主任、中共孝感地委代理书记。1951年4月，张廷发参加抗美援朝，杜景云接替他担任中共襄阳地委书记兼襄阳军分区政治委员。1953年6月，杜景云又调至武汉，在铁道部新成立的武汉长江大桥工程局（武汉大桥局）工作，历任副政委兼政治部主任，党委副书记、书记。
1965年调至唐山铁道学院工作，历任院长、革委会主任等职。